# Librería Futurama

## Trayectoria
La librería fue fundada en 1981 por el experto en cómics Manuel Molero, con el nombre 1984, adoptando la actual denominación el 31 de diciembre de 1983.
La librería nació como un quiosco en la calle Balmes del Barrio de Velluters, dónde sólo se vendían cómics y la cartelera Turia. Posteriormente se trasladó a la actual ubicación en la Calle de Guillem de Castro, cercana a la original.
En 2007 recibió el premio a la labor de los libreros de la Consellería de Cultura de la Generalitat Valenciana.